# Dynasti
För TV-serien, se Dynastin. Se även Dynasty.
Dynasti är en härskarsläkt eller ett furstehus eller kan användas som benämning på en familj i allmänhet, som har eller har haft en dominerande ställning i något avseende.
En dynasti kan även beteckna en period i ett lands historia då en viss familj eller släkt regerar. 